# Камільяно
Камільяно (італ. Camigliano) — муніципалітет в Італії, у регіоні Кампанія,  провінція Казерта.
Камільяно розташоване на відстані близько 165 км на південний схід від Рима, 39 км на північ від Неаполя, 17 км на північний захід від Казерти.
Населення — 1913 осіб (2014).
Щорічний фестиваль відбувається 2 лютого. Покровитель — San Simeone.

## Демографія
Населення за роками:

Станом на 1 січня 2023 року в муніципалітеті офіційно проживало 66 іноземців з 14 країн, серед них 26 громадян країн Євросоюзу та 4 громадяни України.

## Сусідні муніципалітети
- Беллона
- Формікола
- Джано-Ветусто
- Пасторано
- Понтелатоне
- Вітулаціо